# 福井県道105号鯖江今立線
福井県道105号鯖江今立線（ふくいけんどう105ごう さばえいまだてせん）は福井県鯖江市と同県越前市を結ぶ一般県道である。｢うるしの里通り｣の一部でもある。

## 路線概要
北陸自動車道鯖江インターチェンジと福井県道25号福井今立線を結ぶ役割を担う県道である。

### 路線データ
- 起点：福井県鯖江市横越町
- 終点：同県越前市野岡町

## 通過する自治体
- 福井県
  - 鯖江市
  - 越前市

## 道路状況
全線片側1車線の確保された快走路である。終点付近はやや狭窄しているが、それでも交通の阻害になるような個所もない。しかし鯖江市でイベントが催される際などは若干の混雑が予想される路線で、その際などは渋滞も起きるが迂回するほど広域に及ぶことはほとんどない。旧今立町の住民にとって非常に重要で恒常的に使われる県道といえるだろう。

## 接続路線
- 福井県道25号福井今立線（終点）
- 福井県道39号鯖江インター線（起点）
- 福井県道193号藤木新堂線

## 沿線
- 北陸自動車道鯖江インターチェンジ

## 別名
- うるしの里通り（鯖江市）